# Naxos
Naxos (em grego:  Νάξος) é uma ilha grega do mar Egeu, que pertence ao arquipélago das Cíclades. Tem 429 km² de área e cerca de 18 904 habitantes (em 2011), o que faz dela a maior das Cíclades. A capital é a cidade de Naxos (2 900 hab.). Era o centro da antiga Civilização Cicládica. A mitologia grega atribuía o nascimento de Zeus ao ponto mais alto em Naxos, o monte Zas (que significa precisamente o nome da divindade). Ao longo da história pertenceu a numerosos ocupantes, entre os quais a República de Veneza e o Império Otomano.
É uma das ilhas mais populares entre os turistas que visitam a Grécia.

## Mitologia

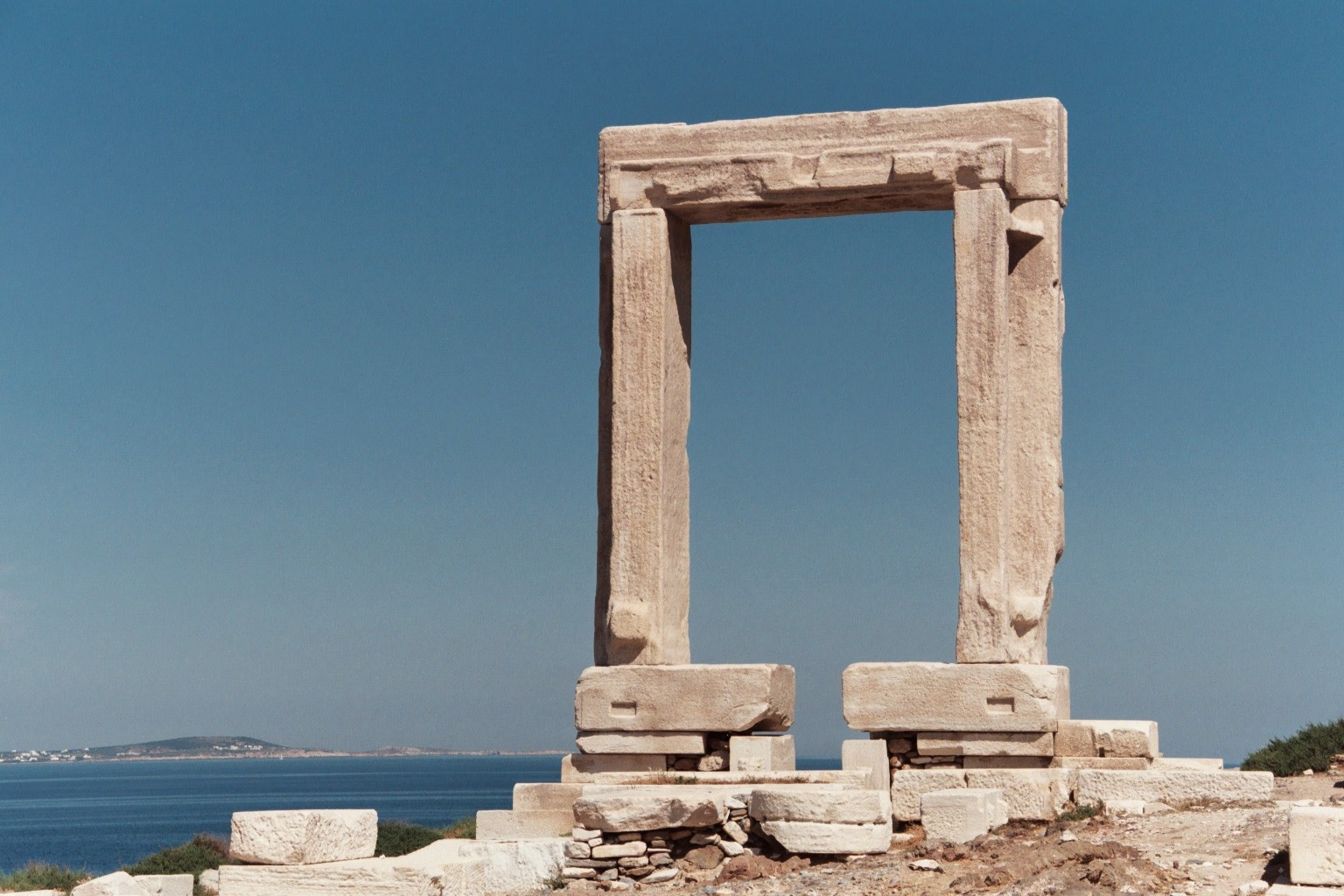
Ruínas de templo em Naxos

Segundo os habitantes de Naxos à época de Diodoro Sículo, Dionísio foi criado pelas ninfas da ilha, Fília, Coronis e 'Cleide; por este motivo, a ilha foi abençoada com prosperidade e uma poderosa força naval.
A ilha, que se chamava Estrôngile, foi ocupada pelos trácios a comando de Butes, filho de Bóreas, a partir da qual eles atacavam as ilhas vizinhas para pilhar e raptar mulheres. Em uma dessas expedições, Butes atacou um grupo de mulheres que estavam celebrando orgias para o deus Dionísio, uma delas, chamada Coronis, foi violentada por Butes e apelou ao deus, que fez Butes ter um acesso de loucura e se matar.
Os trácios, porém, levaram as outras mulheres, inclusive Ifimedia, esposa de Aloeu, e sua filha Pancratis. Como sucessor de Butes os trácios escolheram Agassameno, que ficou com Ifimedia.
Aloeu, então, mandou seus filhos Oto e Efialtes para resgatar Ifimedia e Pancratis. Eles derrotaram os trácios em batalha e arrasaram a cidade, porém logo depois Pancratis morreu, e os irmãos resolveram fazer da ilha seu lar e reinar sobre os trácios, mudando o nome da ilha para Dia. Mais tarde Oto e Efialtes brigaram e se mataram, recebendo dos nativos as honras de heróis.
Os trácios viveram em Naxos por duzentos anos, até serem expulsos por uma série de secas. Em seguida, os cários da ilha de Látmia se mudaram, sendo liderados por Naxos (filho de Polemon), que mudou o nome da ilha para Naxos.
Após Naxos os reis da ilha foram Leucipo (filho de Naxos) e Esmérdio, filho de Leucipo.
Foi durante o reinado de Esmérdio que Teseu, voltando de Creta com Ariadne, parou em Naxos, deixando Ariadne após receber um sonho ameaçador de Dionísio.

## História
A ilha já era habitada por neandertais há 200.000 anos.